# Safe House
Safe House är en amerikansk film från 2012 i regi av Daniel Espinosa. I Sverige hade filmen premiär den 15 februari 2012.

## Handling
Tobin Frost har undvikit att åka fast i nästan ett decennium. Tidigare var han en av de bästa agenterna som CIA haft, nu överför han istället tillgångar och säljer underrättelseinformation till vem som helst med pengar. 
Så snart Frost tagits in för förhör attackerar legosoldater det skyddade hus som CIA-nykomlingen Matt Weston är satt att bevaka.

## Rollista (i urval)
- Denzel Washington – Tobin Frost
- Ryan Reynolds – Matt Weston
- Vera Farmiga – Catherine Linklater
- Brendan Gleeson – David Barlow
- Sam Shepard – Harlan Whitford
- Rubén Blades – Carlos Villar
- Nora Arnezeder – Ana Moreau
- Robert Patrick – Daniel Kiefer
- Liam Cunningham – Alec Wade
- Joel Kinnaman – Keller
- Fares Fares – Vargas
- Sebastian Roché – Heissler
- Hassan Elbatal - Peter